# خوزه فلیکس استیگاریبیا
خوزه فلیکس استیگاریبیا (انگلیسی: José Félix Estigarribia؛ زاده ۲۱ فوریهٔ ۱۸۸۸ – درگذشته ۷ سپتامبر ۱۹۴۰) سیاستمدار، دیپلمات، و افسر (ارتش) اهل پاراگوئه بود. وی از ۱۵ اوت ۱۹۳۹ تا ۷ سپتامبر ۱۹۴۰ رئیس‌جمهور این کشور بود.
خوزه فلیکس استیگاریبیا در ۷ سپتامبر ۱۹۴۰، در سن ۵۲ سالگی در یک سانحه هوایی کشته شد.